# L (linguaggio)
Il linguaggio L è un linguaggio di programmazione ideato da Albert R. Meyer e da Dennis Ritchie che calcola solamente funzioni ricorsive primitive. I programmi scritti in linguaggio L prendono il nome di "programmi Loop" (Loop programs).

## Istruzioni
Il linguaggio L prevede cinque tipi di istruzioni:
1. azzeramento: V = 0
2. incremento: V = V + 1
3. assegnazione: V = V'
4. ciclo: LOOP V
5. termine del ciclo: END

Le istruzioni 4 e 5 si comportano come le parentesi.
Un blocco di codice inserito tra un LOOP-END viene eseguito esattamente il numero di volte del valore assunto dalla variabile V all'inizio del ciclo, indipendentemente dal fatto che tale valore possa variare nel corso dell'iterazione. Questo assicura la terminazione dei programmi Loop.

## Profondità di nidificazione
È possibile inserire cicli all'interno dei blocchi LOOP-END. Un programma che presenta n cicli annidati ha profondità n ed appartiene alla classe {\displaystyle L_{n}}. Un programma che utilizza solo le istruzioni 1, 2 e 3 ha profondità 0 ed appartiene alla classe {\displaystyle L_{0}}.
Se {\displaystyle {\mathcal {L}}_{n}} è la classe delle funzioni calcolabili dai programmi appartenenti alla classe {\displaystyle L_{n}}, {\displaystyle {\mathcal {L}}=\bigcup _{n=_{0}}^{\infty }{\mathcal {L}}_{n}} è la classe delle funzioni calcolabili in L.

## Funzioni ricorsive primitive
Il linguaggio L calcola tutte le funzioni ricorsive primitive essendo le funzioni base calcolabili utilizzando programmi di profondità 0 ed essendo la classe {\displaystyle {\mathcal {L}}} chiusa per composizione e ricorsione.

## Tempo di esecuzione
Il tempo di esecuzione di un programma Loop è il numero d'istruzioni eseguite per calcolare la funzione. La funzione {\displaystyle T_{P}(x_{1},\ldots ,x_{n})} di un programma P {\displaystyle \in L_{n}} appartiene a {\displaystyle {\mathcal {L}}_{n}}.